# Villas Viejas
Villas Viejas (nombre oficial en Catastro) o Villas-Viejas (nombre oficial según el IGN) es un despoblado español que forma parte del municipio de Huete, en la provincia de Cuenca, partido judicial de Tarancón, comunidad autónoma de Castilla-La Mancha.

## Geografía
La aldea está situada junto al río Gigüela, en la comarca de La Mancha de Cuenca. Es un exclave del ayuntamiento de Huete, al que está unido desde la Edad Media y del que dista 30 km.

## Historia
A mediados del siglo XIX estaba despoblado. Tanto en el Diccionario geográfico-estadístico de España y Portugal de Sebastián Miñano (1828) como en el  Diccionario geográfico-estadístico-histórico de España y sus posesiones de Ultramar de Pascual Madoz (1850) aparece citado como Villavieja. La misma forma aparece en 1926, 1932 y 1954.
En agosto de 1936, durante la guerra civil española, el pueblo fue colectivizado por la CNT y se crearon las escuelas. Hasta mediados del siglo XX estuvo atravesado por la carretera de Madrid a Valencia, junto al cruce hacia El Hito. La modificación de la N-III supuso la creación de un nuevo puente río arriba así como una posada. Años después, con la construcción de la A-3, se creó una estación de servicio y un hotel.

## Patrimonio
- Iglesia de San Miguel.
- Contrebia Carbica. Poblado ibero-romano en el pago denominado Cuarto de Bayona, también conocido como Fosos de Bayona. Oppidum celtibérico de 33 hectáreas defendido por una muralla circular y un foso. En 1978 se llevaron a cabo sondeos arqueológicos por parte de C. Moncó y M. Bartelhemy. Fue abandonado antes de la romanización.[13][14]
- Fábrica de papel. Junto al Canal del Prado del Molino, con aguas del río Gigüela.

## Galería de imágenes

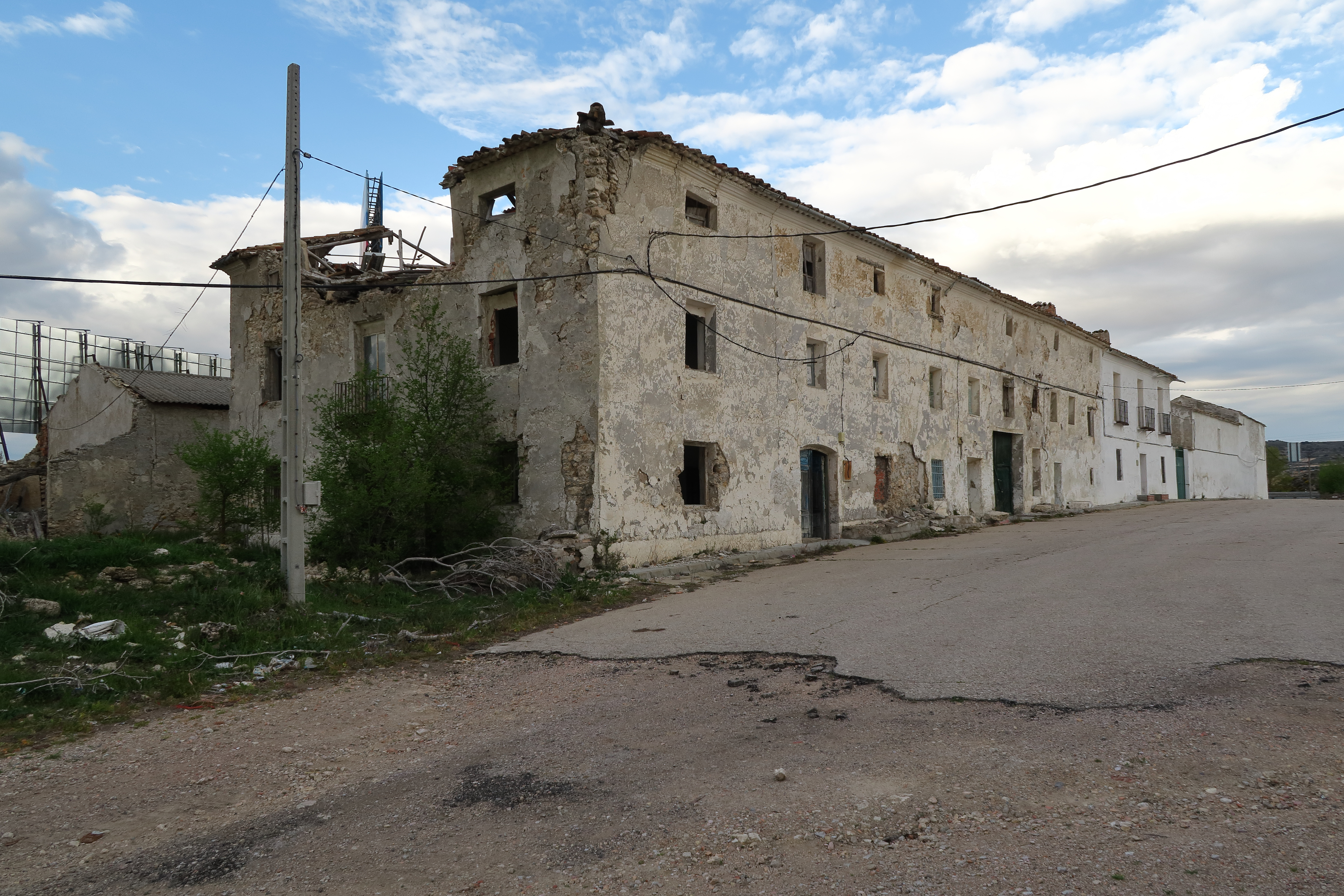
Edificios en ruina
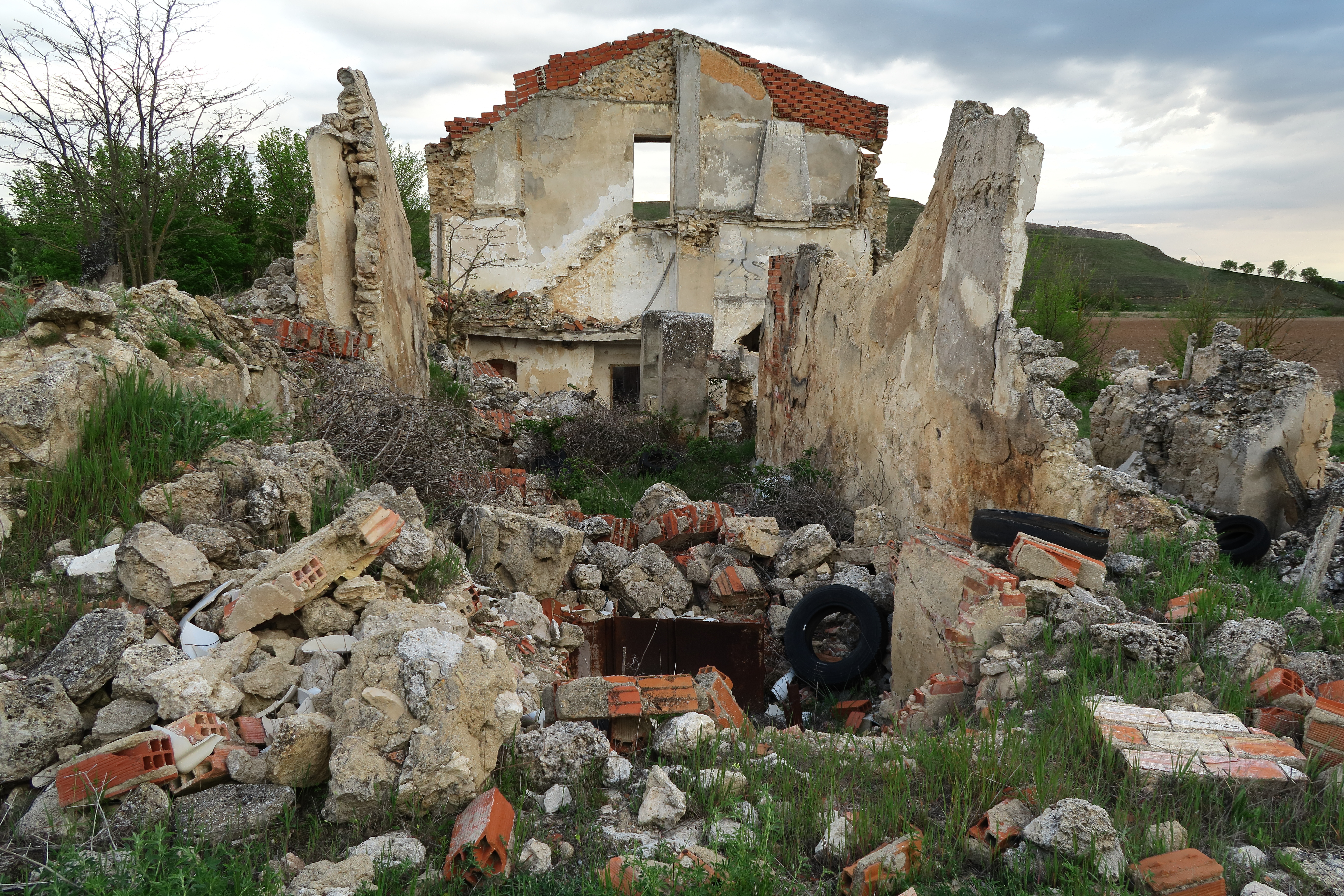
Ruinas de la fábrica
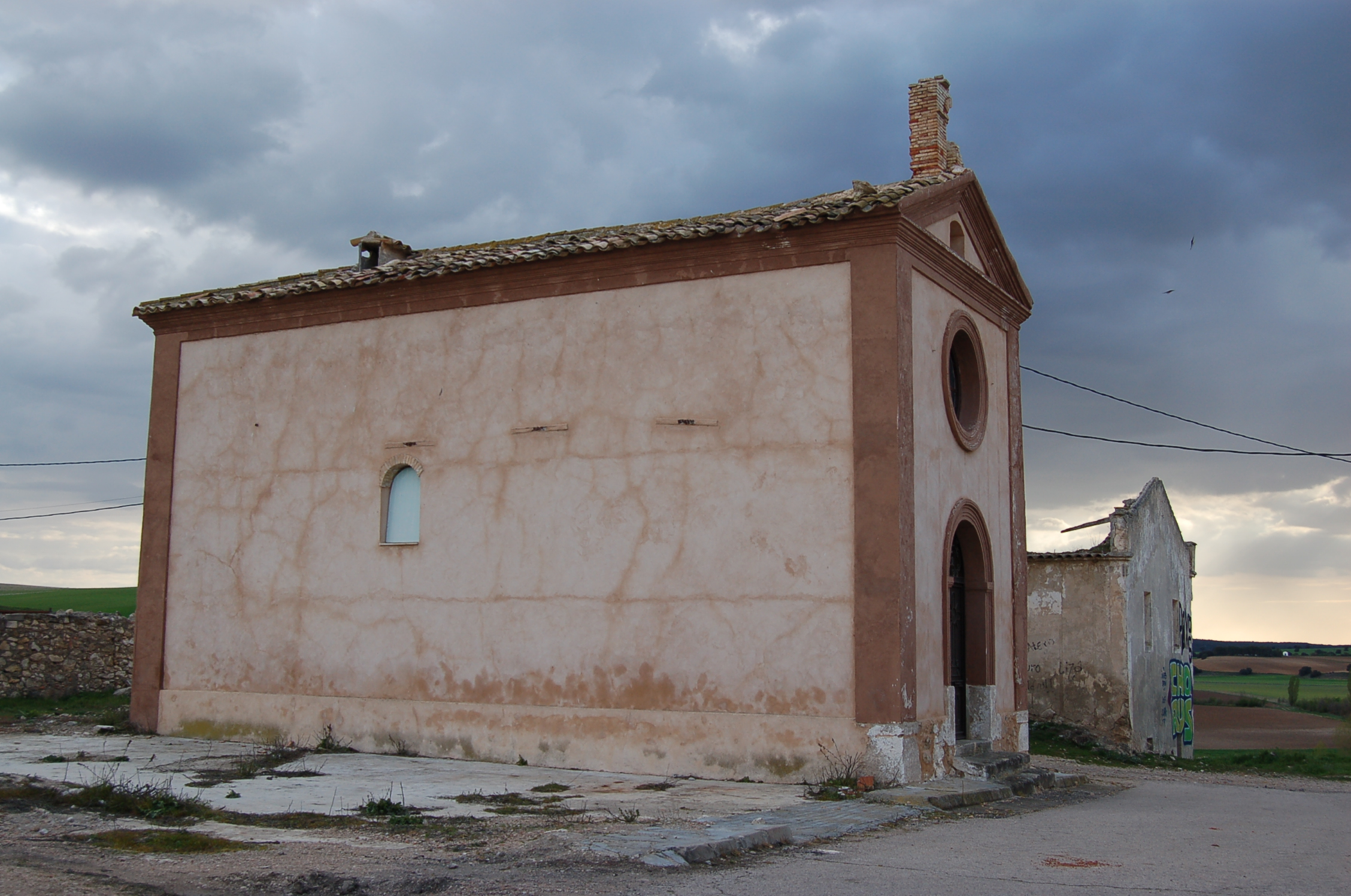
Iglesia